# 宇宙の記憶
「宇宙の記憶」（うちゅうのきおく）は、坂本真綾の30枚目のシングル。2019年7月24日にFlyingDogから発売された。

## 概要
前作「逆光」以来1年ぶりのリリースとなる2019年に唯一発売されたシングル。
表題曲はテレビアニメ『BEM』のオープニングテーマとして書き下ろされた楽曲で、椎名林檎が作詞・作曲・編曲を担当している。坂本がシングル表題曲の作詞を担当しないのは「幸せについて私が知っている5つの方法」以来となる。演奏は同アニメの劇伴も手掛けるジャズバンドSOIL&"PIMP"SESSIONSが参加している。本作について、坂本は「林檎さんは（上記のテレビアニメの）シナリオを読んだり、作品のテーマに沿って作詞してくださいました。私にとって30枚目のシングルという節目の作品なんですけど、今回はあえて自分で歌詞を書かずに、まな板の上の鯉になって、林檎さんに料理されてみたいと思ったんです。実際、私の新鮮な一面を引き出してもらえて、お願いしてよかったです」と語っている。
カップリングには、坂本の作詞・作曲による「序曲」や、2018年に発売されたthe band apartのトリビュートアルバム『tribute to the band apart』に収録されたカヴァー「明日を知らない」を収録している。

## シングル収録内容
| #         | タイトル                         | 作詞・作曲     | 編曲      | 時間  |
| --------- | -------------------------------- | -------------- | --------- | ----- |
| 1.        | 「宇宙の記憶」                   | 椎名林檎       | 椎名林檎  | 3:15  |
| 2.        | 「序曲」                         | 坂本真綾       | 山本隆二  | 5:55  |
| 3.        | 「明日を知らない」               | the band apart | 山本隆二  | 4:19  |
| 4.        | 「宇宙の記憶」(Instrumental)     |                |           | 3:15  |
| 5.        | 「序曲」(Instrumental)           |                |           | 5:55  |
| 6.        | 「明日を知らない」(Instrumental) |                |           | 4:15  |
| 合計時間: | 合計時間:                        | 合計時間:      | 合計時間: | 26:54 |